# 12:5
『12:5』（トゥウェルブファイブ）は、ペイン・オヴ・サルヴェイションのライブ・アルバムである。

## 解説
12:5はレメディ・レーンの後、2003年に彼らの地元、スウェーデンのエスキルチューナにて行われたアンプラグドライヴを収めた初のライブ・アルバム。タイトルの12:5(Twelve:Five)の由来は12月5日に録音されたからである。アンプラグドにあたって既存の楽曲がアレンジ、再構成されており、オリジナルとはまた違った楽しみ方ができる。なお、Reconciliationの曲中にスター・ウォーズシリーズの帝国軍のテーマが挿入される。

## 収録曲
Book I: Genesis
1. Brickwork Part I (Leaving Entropia T5 A) (5:44)
2. Brickwork Part II (This Heart Of Mine T5) (2:35)
3. Brickwork Part III (Song For The Innocent T5) (1:23)
4. Brickwork Part IV (Descend 1) (0:37)
5. Brickwork Part V (Leaving Entropia T5 B) (0:48)
Book II: Genesister
6. Winning A War T5 (7:52)
7. Reconciliation T5 (4:22)
8. Dryad Of The Woods T5 (5:37)
9. Oblivion Ocean T5 (5:18)
10. Undertow T5 (5:46)
11. Chainsling T5 (4:25)
Book III: Genesinister
12. Brickwork Part VI (Ascend 1) (1:39)
13. Brickwork Part VII (Ascend 2) (1:19)
14. Brickwork Part VIII (Second Love) (4:12)
15. Brickwork Part IX (Ashes T5) (5:12)
16. Brickwork Part X (Descend 2) (3:51)

## メンバー
- ダニエル・ギルデンロウDaniel Gildenlöw - ヴォーカル, ギター
- ヨハン・ハルグレンJohan Hallgren - Guitar, コーラス,ヴォーカル
- フレドリック・ヘルマンソンFredrik Hermansson - グランドピアノ,ハープシーコード
- クリストファー・ギルデンロウKristoffer Gildenlöw - ベース,　チェロコーラス
- ヨハン・ランゲルJohan Langell - ドラム, コーラス